# Faruque do Egito
Faruque I do Egito (em árabe: فاروق الاول) GCTE • GCBDO ‎(Cairo, 11 de fevereiro de 1920 – Roma, 18 de março de 1965) foi o penúltimo Rei do Egito (r. 1936–1952), sucedendo a seu pai, Fuade I, em 1936. Sua irmã Fawzia foi Rainha do Irã por um breve período. Seu título completo era "Sua Majestade Faruque I, pela graça de Deus, Rei do Egito e do Sudão, Soberano da Núbia, do Cordofão e de Darfur".
Faruque era contrário ao estabelecimento de um governo democrático representativo. Sua aproximação de Abdalazize III ibne Saúde, rei da Arábia Saudita, é considerada a base da fundação da Liga Árabe. A ameaça de invasão estrangeira, desigualdade social, corrupção administrativa, pobreza do povo e a derrota na luta contra os israelenses, em 1948, abalaram o governo do rei Faruque. Seu governo foi marcado por sérias rivalidades internas. O descrédito na monarquia era total. Faruque foi destronado em 23 de julho de 1952 por um grupo de jovens militares pertencentes à sociedade secreta denominada "Oficiais Livres", dirigida por Gamal Abdel Nasser. Após intensos debates, os golpistas decidiram que Faruque não seria condenado à morte, mas sim exilado para a Itália.
Em 5 de Maio de 1951 foi agraciado com a Grã-Cruz da Banda das Duas Ordens e com a Grã-Cruz da Ordem Militar da Torre e Espada, do Valor, Lealdade e Mérito de Portugal.

## Vida pessoal

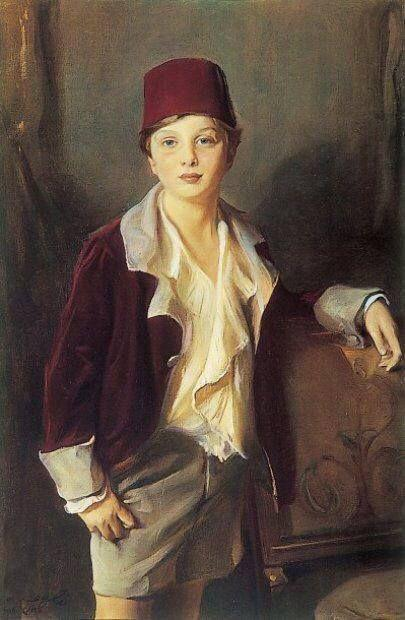
Faruque do Egito
Philip de László, 1929

Faruque casou virgem em 1938, aos 18 anos, com Safinez Zulficar. Sendo ainda jovem, ingênuo e romântico, Faruque mudou legalmente o nome de sua esposa para Farida, que significa "a única". Ela, porém, não retribuiu o cumprimento, tendo vários amantes.
Ferido pela infidelidade de Farida, Faruque resolveu retribuir na mesma moeda. Uma de suas primeiras amantes foi Fátima Chirine Toussoun, esposa de seu primo, o príncipe Haçane Tussone e futuramente esposa do príncipe brasileiro João Maria de Orléans e Bragança. No entanto, com 23 anos, Faruque começou a ter crises de impotência. O fato é que seus genitais não estavam plenamente desenvolvidos. Faruque passou a consultar especialistas em hormônios e se tornou um perito em afrodisíacos. Poções de amor usadas no tempo dos faraós foram preparadas. Ele tentou anfetaminas, haxixe com mel, tabletes de cafeína e pó de chifre de rinoceronte. Consumiu enormes quantidades de ostras e ovos. Estava convencido de que pombo e manga também curavam impotência. Os diversos tratamentos tiveram resultado. Em onze anos de casamento, Farida lhe deu três filhas.
Logo após o divórcio, Faruque casou-se com Narrimana Sadeque. A cerimônia de casamento foi tão opulenta que parecia ter saído das páginas de As mil e uma noites. Houve então uma lua-de-mel de quatro meses na Europa - provavelmente uma das luas-de-mel mais dispendiosas e luxuosas da história. Após terem um filho, Fuade II, em 1952, o casal se separou. Faruque apaixonou-se depois por Irma Minutolo, que foi a sua amante até o fim da vida.